# Küdema
Küdema est un village de la commune de Saaremaa, dans le comté de Saare, dans l'ouest de l'Estonie.
Avant la réforme administrative de 2017, le village se trouvait dans la commune de Mustjala.